# Ielena Zaremba
Ielena Arnoldovna Zaremba (russe : Еле́на Арно́льдовна Заре́мба), née le 10 juillet 1959 à Moscou est une cantatrice russe mezzo-soprano et contralto.

## Biographie
Elle naît à Moscou dans une famille de mélomanes. Elle termine ses études secondaires à Novossibirsk puis étudie à l'École musicale Gnessine de Moscou dans la section de musique de variété et de jazz et ensuite à l'Académie russe de musique Gnessine dans la section chant. Elle rencontre alors des difficultés de voix et pour les résoudre, en 1979, la mère de la chanteuse, Irina Yourycheva, se tourne vers une ancienne camarade de classe de l'école Gnessine, Gertrude Troïanova, et en l'espace de deux ans Ielena maîtrise avec son aide une nouvelle technique et change de professeur à l'Académie Gnessine. Finalement la voix d'Ielena Zaremba se stabilise et s'élargit. Dans une interview de 2011 donnée à OperaNews, Ielena Zaremba qualifie Gertrude Troïanova d'«unique pédagogue d'importance de toute ma vie».
En 1984, elle chante pour le concours d'entrée au Bolchoï l'air de Vania dans Une vie pour le tsar de Glinka et elle est prise dans le groupe de stagiaires du théâtre. Encore étudiante de la 5e classe, elle est nommée soliste et y chante de 1984 à 1992.
Son premier rôle est celui de Marthe dans l'opéra de Tchaïkovski, Iolanta, puis elle interprète Laura dans Le Convive de pierre de Dargomyjski, Olga dans Eugène Onéguine de Tchaïkovski, Douniacha dans La Fiancée du tsar de Rimski-Korsakov, la tsarine dans La Veillée de Noël de Rimski-Korsakov, la gouvernante dans La Dame de pique de Tchaïkovski, Kontchakovna dans Le Prince Igor de Borodine, Claudia dans Histoire d'un homme véritable de Prokofiev, etc. Son rôle de Vania dans une vie pour le tsar est décisif dans la carrière d'Ielena Zaremba, lorsqu'elle l'interprète en 1989 dans une tournée du Bolchoï à La Scala de Milan et reçoit les éloges des critiques musicaux italiens. Dès lors, sa renommée devient internationale.
Dès 1991, elle se produit sur de grandes scènes du monde (Covent-Garden, La Scala, Metropolitan Opera, Opéra de Hambourg, Opéra Bastille, Opéra de Bilbao, Opéra d'État de Bavière, Opéra d'État de Vienne, Teatro Real de Madrid, Liceu de Barcelone, Arènes de Vérone, Théâtre de la Fenice de Venise, Théâtre de la Monnaie de Bruxelles, etc.).
Elle chante de grands rôles dans des opéras de Verdi (Ulrique dans Un bal masqué, Azucéna dans Le Trouvère), de Wagner (Erda, Fricka et Waltraud dans la tétralogie L'Anneau du Nibelung), de Saint-Saëns (Dalila dans Samson et Dalila), de Moussorgski (Marfa dans La Khovantchina), de Tchaïkovski (Pauline dans La Dame de pique, Olga dans Eugène Onéguine), de Bizet (Carmen), de Mahler (2e, 3e et 8e symphonies, Kindertotenlieder et Das Lied von der Erde), de Berlioz (Les Nuits d'été).
Ielena Zaremba a participé à un grand nombre d'enregistrements audio ou vidéo d'opéras, comme: La Veillée de Noël de Rimski-Korsakov (Solokha sous la direction de Mikhaïl Iourovski, 1990); Le Prince Igor de Borodine (Kontchakovna, 1990); Une vie pour le tsar de Glinka (Vania, 1992); Lady Macbeth du district de Mtsensk de Chostakovitch; (Sonietka, 1993); L'Or du Rhin de Wagner (Erda, 1993); Un bal masqué de Verdi (Ulrique, 1996); Le Trouvère de Verdi (Azucéna avec Andrea Bocelli): Eugène Onéguine de Tchaïkovski (Olga, sous la direction de Valeri Guerguiev, 2007 au Metropolitan Opera et Mme Larina en 2013). Elle prend part également aux enregistrements de la Missa solemnis de Beethoven à Bonn, de La Dame de pique de Tchaïkovski au Teatro Real de Madrid (rôle de Pauline), de La Walkyrie de Wagner à Washington avec Placido Domingo (Fricka) et à un music-hall de Chostakovitch.
On a pu voir Ielena Zaremba à Paris dans de nombreux rôles dont Carmen (Carmen), Ulrique (Un bal masqué), Olga et Madame Larina (dans Eugène Onéguine), Pauline (La Dame de pique), Hélène (Guerre et Paix), Maddalena (Rigoletto), Anna (Les Troyens), Martha (Iolanta), Mamma Lucia (Cavalleria rusticana).

## Enregitrements audio
- 1990 — Rimski-Korsakov, opéra La Veillée de Noël (Solokha), dir: Mikhaïl Iourovski
- 1991 —  Serov, opéra Judith (Avra), dir: Andreï Tchistiakov Orchestre du Théâtre Bolchoï, Chœur académique russe d'URSS, avec Irina Oudalova (Judith), Mikhaïl Kroutikov (Svetlov) (Holopherne); rééd. Brilliant Classics, en 2011.
- 1995 — Un bal masqué (Ulrique), dir: Carlo Rizzi.
- Saison 1993-1994 — oratorio Josué de Moussorgski[4].
- 2005 — Symphonie n° 3 de Gustav Mahler au festival de Wrocław.

## Enregistrements vidéo
- 1992 — Glinka, opéra Une vie pour le tsar (Vania), dir: Alexandre Lazarev, Théâtre Bolchoï
- 2007 — Tchaïkovski, opéra Eugène Onéguine (Olga), dir: Valeri Guerguiev, Metropolitan Opera
- 2008 — Verdi, opéra Un bal masqué (Ulrique), Teatro Real de Madrid
- 2010 — Prokofiev, opéra Guerre et Paix (Hélène), dir: Gary Bertini, Opéra de Paris
- 2010 — Tchaïkovski, La Dame de pique (Pauline) avec Mickael Boder, Gran Teatre del Liceu de Barcelone, 30 juin et 1er juillet 2010.
- 2013 — Tchaïkovski, opéra Eugène Onéguine (Mme Larina), dir: Valeri Guerguiev, orchestre, chœur et ballet du Metropolitan Opera[5]
- 2017 — Tchaïkovski, opéra Eugène Onéguine (Mme Larina), dir: Robin Ticciati, Metropolitan Opera[6].

## Source de la traduction
- (ru) Cet article est partiellement ou en totalité issu de l’article de Wikipédia en russe intitulé « Заремба, Елена Арнольдовна » (voir la liste des auteurs).